# Diores
Diores är ett släkte av spindlar. Diores ingår i familjen Zodariidae.

## Dottertaxa tillDiores, i alfabetisk ordning[1]
- Diores annetteae
- Diores anomalus
- Diores auricula
- Diores bifurcatus
- Diores bivattatus
- Diores bouilloni
- Diores brevis
- Diores capensis
- Diores chelinda
- Diores cognatus
- Diores damara
- Diores decipiens
- Diores delesserti
- Diores delicatulus
- Diores dowsetti
- Diores druryi
- Diores femoralis
- Diores filomenae
- Diores geraerti
- Diores godfreyi
- Diores griswoldorum
- Diores immaculatus
- Diores initialis
- Diores jonesi
- Diores kenyae
- Diores kibonotensis
- Diores leleupi
- Diores lemaireae
- Diores lesserti
- Diores magicus
- Diores malaissei
- Diores milloti
- Diores miombo
- Diores monospinus
- Diores murphyorum
- Diores naivashae
- Diores namibia
- Diores patellaris
- Diores pauper
- Diores poweri
- Diores radulifer
- Diores rectus
- Diores recurvatus
- Diores russelli
- Diores salisburyensis
- Diores seiugatus
- Diores sequax
- Diores setosus
- Diores silvestris
- Diores simoni
- Diores simplicior
- Diores spinulosus
- Diores strandi
- Diores tavetae
- Diores termitophagus
- Diores triangulifer
- Diores triarmatus
- Diores univittatus
- Diores youngai